# Dmitrij Bočkarjov
Dmitrij Jevgenějevič Bočkarjov (rusky Дмитрий Евгеньевич Бочкарёв; * 28. prosince 1958 Leningrad, Ruská SFSR) je bývalý sovětský rychlobruslař.
V roce 1979 startoval na Mistrovství světa juniorů, od následující sezóny se účastnil seniorských závodů. Na Mistrovství světa 1982 získal stříbrnou medaili, téhož roku byl na evropském šampionátu šestý. Startoval na Zimních olympijských hrách 1984 (10 000 m – 6. místo) a 1988 (5000 m – 17. místo). Na podzim 1987 absolvoval svůj jediný start ve Světovém poháru, naposledy závodil na jaře 1988.